# Iridomyrmex emeryi
Iridomyrmex emeryi é uma espécie de formiga do gênero Iridomyrmex.